# 糸矢めい
糸矢 めい（いとや めい、1981年9月16日 - ）は、日本の元AV女優、元ストリッパー、元グラビアアイドル。ファクチャライズ・エンターティメント所属。プロフィール上は上記生年月日だが、2011年5月21日付けの自身のブログで、本当の生年月日は1981年5月21日であり、当日30歳になったことを告白した。 
神奈川県出身。血液型:A型。身長:156cm。スリーサイズ:B80(B-65)・W57・H84。

## 略歴・人物
高校時代に芸能活動をしたが引退。短大を経て保育士として勤務した後、現在の所属事務所（みひろと同じ事務所）に入り、2006年頃より成人雑誌などのヌードグラビアを主な活動としていた。
同年4月からエンタ!371の番組『みっひーHOUSE』開始と共にレギュラー出演。みひろの小間使い的存在で方向性がはっきりしなかったが、同年8月にAVデビューした。「ロリ顔」とも言われ、また髪の色が茶髪なので高校生の役柄が多い。芸名の名付け親はみひろで、「糸矢」は糸のように細いが芯はしっかりしていて「めい」は『となりのトトロ』のメイからである。なお、AVデビュー後もみひろの妹分的存在であることは変わっていないが、実際はみひろより学年は上である。
2007年3月からは「AV界の後浦なつみ」の触れ込みで相崎琴音、春咲あずみとユニット「糸崎あずみ」としても活動した。
2008年11月1日~2010年3月20日、東洋ショー劇場所属の踊り子としてストリップの舞台に出演した。
2009年秋、お笑いコンビフットボールアワーの岩尾望と交際していたことが、報道で明らかとなった。この時期を境にAVからフェードアウトし、タレント活動に移行。
2014年、『みっひーランド』#50（初回放送5月1日）で降板を宣言。#52（初回放送7月3日）で番組を去り、芸能活動からも引退した。なお、未収録集の#53（初回放送8月2日）が最後の登場となっている。
2016年6月3日に行われたみひろの結婚式にはかすみ果穂、七海ななと共に参列している。

## エピソード
- 趣味はショッピング、ヨガ。特技はお菓子づくり。
- 家族を大切にしている。
- 運転免許証は習得しているが自家用車は持っていない。そのためどこかにでかける時はレンタカーを借り出かけている。
- 小さい頃は『スーパー戦隊シリーズ』のピンクに憧れていて後楽園遊園地のショーにも月1で連れて行ってもらっていた。[2]。2007年には「ミリオンピンクが捕まってあんなことも!こんなことも」で戦隊ヒロインのコスプレをしたり、みっひーらんどでも度々戦隊のパロディを演じている。2010年発売の「072戦隊Gレンジャー」ではヒロイン役ではなく悪の幹部役も演じている。
- 雑誌フライデーのインタビューや2010年5月19日の自身のブログで人見知りな性格である事を明かしている。

## 作品

### イメージビデオ
- 裸体 糸矢めい（2006年09月30日 Believe）
- 女の旅湯 大仁温泉編（2011年4月28日、マーレーインターナショナル）共演:内田真由、鈴木ワコ、水沢えみり

### アダルトビデオ
2006年
- 超スーパーアイドル 完全版 糸矢めい（8月18日 宇宙企画（メディアステーション））- AVデビュー作
- スーパーアイドル女子校生 完全版（9月22日 宇宙企画）
- 糸矢めいは僕の彼女（10月20日 宇宙企画）
- 24人のエロカワアイドル（10月27日 宇宙企画）
- 12人のかわいい妹ベスト2時間（10月27日 宇宙企画）※レンタル
- コスプレアイドル 完全版（11月17日 宇宙企画）
- 超・ソープの女神さま 糸矢めい 完全版（12月22日 宇宙企画）

2007年
- もしも糸矢めいが風俗嬢だったら・・・ 完全版（1月19日 宇宙企画）
- 超スーパースター 糸矢めい 完全版（2月16日 ケイ・エム・プロデュース）
- 糸矢めい 4時間（3月16日 ケイ・エム・プロデュース）
- 僕だけのアイドル 女子校生 糸矢めい 完全版（4月20日 ケイ・エム・プロデュース）
- ミリオンドリーム2007前編 ミリ商、痴女-1グランプリに出場!（5月3日 ケイ・エム・プロデュース）…共演:春咲あずみ、相崎琴音、立花里子、乃亜、椎名りく、清原りょう、今野由愛、山城美姫、Rico、早坂ひとみ（特別出演）、長谷川瞳（特別出演） ※AV OPEN 2007エントリー作品
- ミリオンでセル初超デジモ 糸矢めい 完全版 （5月18日 ケイ・エム・プロデュース）
- ミリオンピンクが捕まってあんなことも!こんなことも!4時間 （6月22日 ケイ・エム・プロデュース）…共演:相崎琴音、麻生岬
- ベストフレンド 4 浅尾リカ・糸矢めい 完全版 （7月20日 ケイ・エム・プロデュース）…共演:浅尾リカ
- 今、糸崎あずみがスゴイ!（7月27日 ケイ・エム・プロデュース）…共演:相崎琴音、春咲あずみ
- ミリオンドリーム2007 後編 〜意志を継ぐもの〜（8月17日 ケイ・エム・プロデュース）…共演:春咲あずみ、相崎琴音、立花里子、乃亜、椎名りく、清原りょう、今野由愛、山城美姫、Rico、綾瀬メグ
- 痴女フルコース 完全版（9月18日 ケイ・エム・プロデュース）
- 裏 糸矢めい 完全版（10月26日 ケイ・エム・プロデュース）
- カワイイコスプレ 生中出し10連発+1 糸矢めい 完全版（11月23日 ケイ・エム・プロデュース）
- 生中出し10連発+乱交FUCK 糸矢めい 完全版（12月21日 ケイ・エム・プロデュース）

2008年
- イカセ4時間 ぶっかけ生中出しスペシャル 糸矢めい（1月25日 ケイ・エム・プロデュース）
- 初解禁!野外露出羞恥SEX 糸矢めい（2月22日 ケイ・エム・プロデュース）
- おまたせ♪kawaii*デビュ→!! めいくラブ 糸矢めい（3月25日 kawaii*）
- ハイパーミニミニモザイク 糸矢めい（4月25日 kawaii）
- Wパイパンハイパーデジタルモザイク 糸矢めい 相崎琴音（5月13日 MOODYZ）…共演:相崎琴音
- 女子校生公然レイプ 教壇の前で犯されて （6月13日 MOODYZ）
- 爽やかな制服姿とエグいSEX （7月16日 マキシング）
- めいがたっぷり淫語でイカせてあげる。 （8月16日 マキシング）
- 宇宙企画を彩る気持ちよかったエッチ! ~flowers編~ （8月18日 宇宙企画）
- VERY BEST OF million 14（8月18日 ケイ・エム・プロデュース）
- kawaii* BEST 2008上半期 50タイトルぜ~んぶ見せちゃうょんDX 4時間 kawaii かわいい（9月25日 kawaii*）
- 超人気kawaii*美少女8人 ハイパーミニミニモザイク4時間 kawaii かわいい（9月25日 kawaii*）
- 緊張と恥じらいの初脱ぎ&初SEXコレクションVOL.2 ~純粋~（10月17日 宇宙企画）
- スーパーアイドルにタップリ生中出し4時間（10月17日 ケイ・エム・プロデュース）
- ご本人が選んだ気持ちよかった10のSEXで一番気持ちよかったSEX大全集 2（10月17日 ケイ・エム・プロデュース）
- 制服姿の女子校生をヤリまくる!4時間 2 （11月13日 MOODYZ）
- NO LIMIT 完全なる陵辱 糸矢めい 全ての糸矢ファンに捧げる鬼畜輪姦中出しの宴（11月16日 マキシング）
- 極選!強制ディープスロート4時間 3（11月17日 ケイ・エム・プロデュース）
- イカセ4時間BEST~カリスマアイドル限定スペシャル~ （12月19日 ケイ・エム・プロデュース）

2009年
- 新任女教師 中出し20連発 糸矢めい シリーズ200本目!! （1月8日 アイエナジー）
- レズ鉄人がイカせたスーパーアイドル4時間（1月30日 ケイ・エム・プロデュース）
- ミリオンスーパースター Hi-Quality BEST 10（1月30日 ケイ・エム・プロデュース）
- 行列のできる生中出し風俗ビル（1月30日 宇宙企画）
- ものすごい失禁 vol.4 糸矢めい（2月19日 アイエナジー）
- スーパーアイドルお仕事コスBEST （2月20日 ケイ・エム・プロデュース）
- スーパーアイドル3P BEST （2月20日 ケイ・エム・プロデュース）
- kawaii* BEST 大全集02 2周年ヘ゛ストだょっ全員集合DX 4時間（2月25日 kawaii*）
- 美少女コレクターMAXING2008 2008年度マキシング女優24人全部見せます!（3月16日 マキシング）
- 糸矢めい the Best（3月16日 マキシング）
- 100人のカリスマアイドル8時間（3月20日 Million）
- スーパーアイドル 初めての悶絶エクスタシー BEST 10（3月20日 Million）
- 超スーパーアイドル女子校生BEST（4月24日 Million）
- 初めての、ショートカット♥（4月25日 kawaii*）
- 女教師と女子高生 夢の二股生活 （5月1日 MOODYZ）…共演:花井メイサ
- 超舌フェラペチーノ（5月25日 kawaii*）
- 非情にも犯された15人の女子校生たち‥（6月1日 MOODYZ）
- 完全貸切!糸矢めいがイクッ!バコバコ温泉バスツアー!!（6月13日 MOODYZ）
- kawaii*美少女31人！日替わりセックchu♥4時間（6月25日 kawaii*）
- 中出し20連発作品集 4（7月9日 アイエナジー）
- この顔射がスゴイ!!（7月16日 マキシング）
- VERY BEST OF Million 15 4時間（7月24日 ケイ・エム・プロデュース）
- シコシコ手コキ50連発4時間（7月25日 kawaii*）
- 宇宙企画 2009年 モアベスト ノンストップエクスタシー（8月21日 宇宙企画）
- アイドル病棟kawaii*クリニック♥（8月25日、kawaii*）…共演:井上明日香、ふわり
- MOODYZ2009年上半期BEST100タイトル8時間（9月1日 MOODYZ）
- アクメ屋台がイクッ!!お客さんにバレ無い様にイキまくり!潮吹きまくり! 紗奈ちゃん 糸矢めいちゃん♥（12月19日、SODクリエイト）…共演:紗奈

2010年
- 奴隷色のフィアンセ (5月7日 アタッカーズ)
- 「女の口は嘘をつく。」 雌女ANTHOLOGY ＃084 (8月6日 アウダースジャパン)
- 癒らし。 VOL.75 (9月3日 アウダースジャパン)
- 催眠 赤 DX 36 ドキュメント編 (10月22日 アウダースジャパン)
- 催眠 赤 DX 36 スーパーmc編 (10月22日 アウダースジャパン)

2011年
- くノ一凌辱伝 ―影に生きるものの運命― (2月7日 アタッカーズ)共演:小川あさ美

2012年
- アカデミックハラスメント 女教師レズいぢめ（9月19日、CROSS）共演:椎名ゆな、南梨央奈

### オリジナルビデオ
- 桃香クリニックへようこそ（2008年9月19日発売 エースデュースエンタテインメント）…共演:穂花、みひろ、綾瀬メグ、加藤neo
- 072戦隊Gレンジャー（2010年6月18日、GPミュージアム）- ビビアン 役

### バラエティビデオ
- みっひーランド1 (2011/08/03、ポニーキャニオン）・・・共演：かすみ果穂、みひろ
- みっひーランド2 (2011/08/03、ポニーキャニオン）・・・共演：かすみ果穂、みひろ、七海なな
- みっひーランド3 (2011/08/03、ポニーキャニオン）・・・共演：かすみ果穂、みひろ、七海なな
- みっひーランド4-6 (2011/12/21、ポニーキャニオン）・・・共演：みひろ、かすみ果穂、七海なな、希志あいの(5)、希崎ジェシカ(5)、5に第1回セクシー女優総選挙収録
- みっひーランド7 (2012年7月18日、ポニーキャニオン）出演者：みひろ/糸矢めい/かすみ果穂/七海なな
- みっひーランド8 (2012年7月18日、ポニーキャニオン）出演者：みひろ/糸矢めい/かすみ果穂/七海なな/希志あいの/希崎ジェシカ/初音みのり
- みっひーランド9 (2012年7月18日、ポニーキャニオン）出演者：みひろ/糸矢めい/かすみ果穂/七海なな
- みっひーランド10-12（2013年1月16日、ポニーキャニオン）・・・共演：みひろ、糸矢めい、七海なな他、11に第3回セクシー女優総選挙収録
- みっひーランド Vol.11(2013/01/16、ポニーキャニオン)・・・共演：みひろ、かすみ果穂、七海なな、希志あいの、希崎ジェシカ、西野翔、安藤あいか
- 姫姫旅行 presents 「みひろのウ・ラ・ド・リ」ロサンゼルス編（2013年5月15日、ポニーキャニオン）・・・共演：みひろ、かすみ果穂、七海なな
- かすみレディオ　番外編 イン ラスベガス(2013/08/21、ポニーキャニオン)・・・共演：みひろ、七海なな、かすみ果穂

### 成人映画
- 真田くノ一忍法伝 かすみ 服部半蔵の逆襲!（2008年3月24日発売 TMC）
- 桃香クリニックへようこそ（2008年9月19日発売 エースデュースエンタテインメント）

### テレビ番組
- 新人・糸崎あずみ、脱いじゃいました。（2007年2月3日、エンタ!371）[3]
- エリートヤンキー三郎 (テレビ東京) （2007年4月〜）レディース=マキ役

公式サイトのキャスト紹介で、糸矢めいの"矢"が"谷"になっている。
- のぞき屋 (テレビ東京) 2007年　7話-9話
- みっひーランド（2007年4月 - 2014年8月、エンタ!371）※共演:かすみ果穂、七海なな
- 桃のふくらみ（MONDO TV）
- 今夜もハッスル (サンテレビ) 2008年4月「THE・淫タビュー」コーナー
- 女又力くん (チバテレビ・テレ玉) 2008年11月（みひろの代打）
- 志村けんのだいじょうぶだぁ バレンタイン・プレゼントスペシャル（フジテレビ）2011年2月8日
- セクシー女優総選挙(エンタ!371、エンタ!959）
  - 第1回（2011年11月)・・・共演：みひろ、かすみ果穂、七海なな、希志あいの、希崎ジェシカ、
  - 　第2回（2012年4月）・・・共演：みひろ、かすみ果穂、七海なな、希志あいの、初音みのり
  - 　第3回（2012年9月）・・・共演：みひろ、かすみ果穂、七海なな、希志あいの、希崎ジェシカ、西野翔、安藤あいか
  - 　第4回（2013年2月 、エンタ!959）・・・共演：みひろ、かすみ果穂、七海なな、希志あいの、希崎ジェシカ、初音みのり、小島みなみ、成瀬心美
- みひろのウ・ラ・ド・リ（2013年05月、エンタ!959）・・・共演：みひろ、かすみ果穂、七海なな
- かすみレディオ（エンタ!959）
  - ＃12（2013年5月）- 共演：かすみ果穂、七海なな、みひろ
  - ＃13（2013年6月）- 共演：かすみ果穂、七海なな、みひろ
- エンタ!959ライブ #9（2013年9月  、エンタ!959）

インターネットテレビ
- なんでもアリタっ!『伝説の男』（goomo、2009年）